# Depot von Tarthun
Das Depot von Tarthun (auch Hortfund von Tarthun) ist ein Depotfund der frühbronzezeitlichen Aunjetitzer Kultur (2300–1550 v. Chr.) aus Tarthun, einem Ortsteil der Gemeinde Bördeaue im Salzlandkreis (Sachsen-Anhalt). Das Depot befindet sich heute im Landesmuseum für Vorgeschichte in Halle (Saale). 

## Fundgeschichte
Die genauen Fundumstände des Depots sind nicht bekannt. Angeblich soll es aus einem Körpergrab der frühen Eisenzeit stammen, was von Wilhelm Albert von Brunn aber angezweifelt wurde.

## Zusammensetzung
Das Depot besteht aus fünf Bronzegegenständen: drei dünne schwere ovale offene Ringe, mehrere Bruchstücke eines vierten Rings und Bruchstücke einer Schmuckscheibe. An den Ringen wurden Reste einer Bastumwicklung festgestellt. Die Scheibe ist getrieben und von runder Form. Durch den schlechten Erhaltungszustand lassen sich ihre Maße nicht sicher bestimmen. Die Scheibe war mit Nieten auf einer Unterlage befestigt. Ein Niet ist erhalten. Die Verzierung der Scheibe besteht aus einem erhabenen Zentrum und mehreren konzentrischen Kreisen aus eingepunzten Perlbuckeln.